# IC 2110
IC 2110 је појединачна звијезда у сазвјежђу Орион која се налази на листи објеката дубоког неба у Индекс каталогу.
Деклинација објекта је - 0° 18' 4" а ректасцензија 4h 59m 1,8s.